# Kaj Sierhuis
Kaj Sierhuis (nascut el 27 d'abril de 1998) és un futbolista neerlandès d'origen grec que juga pel FC Groningen, cedit de l'AFC Ajax, com a davanter.

## Carrera
Sierhuis va fer el seu debut professional en l'Eerste Divisie amb el Jong Ajax el 25 de novembre de 2016 en un encontre contra el SC Telstar.
El 2 d'agost de 2023, Sierhuis va tornar als Països i signà un contracte de 3 anys amb el Fortuna Sittard.